# 美しい夜、おお、恋の夜よ
「美しい夜、おお、恋の夜よ」（うつくしいよる、おお、こいのよるよ、フランス語: Belle nuit, ô nuit d'amour）は、ジャック・オッフェンバックの遺作のオペラ『ホフマン物語』からの二重唱である。「ホフマンの舟歌（バルカローレ）」と通称される。
ソプラノとメゾソプラノのデュエットであり、「これまでに書かれた最も有名な舟歌」とされ、『オペラのグローブ帳』では「世界で最も人気のある旋律の一つ」と述べられている。ただし、旋律自体は、今日では滅多に上演されないオッフェンバック唯一のドイツ語オペレッタ『ラインの妖精』からの再使用である。
夜と愛の美しさに関する歌詞はジュール・バルビエが書いた。

## 概要
ヴェネツィアが舞台の第3幕の冒頭に登場する。主人公ホフマンの恋人でヴェネツィアの遊女のジュリエッタと、詩のミューズであるニクラウス（ホフマンの家来に変装している）が歌う。ヴェネツィアという場所ともども、その歌は誘惑的で不吉なトーンをかもしだし、ジュリエッタのキャラクターを表現する。同じ旋律が劇の後半に出てくる。
6/8拍子の舟歌形式でアレグレット・モデラート。旋律を示唆しているフルート伴奏は、旋律への期待を醸成する。ニクラウスとジュリエッタが1オクターブちがうユニゾンで絡み合う。

## 歌詞
Belle nuit, ô nuit d'amour,

Souris à nos ivresses.

Nuit plus douce que le jour,

Ô belle nuit d'amour!

Le temps fuit et sans retour

Emporte nos tendresses

Loin de cet heureux séjour,

Le temps fuit sans retour.

Zéphyrs embrasés,

Versez-nous vos caresses,

Zéphyrs embrasés,

Donnez-nous vos baisers,

Vos baisers, vos baisers. Ah!

## 編曲
イギリスの作曲家カイホスルー・シャプルジ・ソラブジは同曲に触発され、"Passeggiata veneziana sopra la Barcarola di Offenbach"（1955年 - 1956年）を書いた。モーリッツ・モシュコフスキも、超絶技巧を要するピアノ編曲版を書いた。

## 映画での使用
多くの映画で使用され、最も有名な映画として『ライフ・イズ・ビューティフル』（1997年）が挙げられる。ファシストの弾圧の中、主人公は強制収容所のなかで同曲を再生し、彼の妻はそれを聞く。
他にディズニーのコメディー映画『Birds of a Feather』（1931年）にも登場した。
『G.I.ブルース』（1960年）では、エルヴィス・プレスリーがテンポアップした『Tonight is so Right for Love』としてカバーした。
映画『マーガレット』（2011年、日本劇場未公開、BS放映、DVDスルー）ではメトロポリタン歌劇場の上演作として登場し、実際には同劇場で演じていないルネ・フレミングとスーザン・グラハムがデュエットを披露する。
また、ジェームズ・アイヴォリーの『ミスター＆ミセス・ブリッジ』、ロバート・アルトマンの『プレタポルテ』、ウディ・アレンの『ミッドナイト・イン・パリ』にも印象的に使用され、パリのアメリカ人には定番曲となっている。

## 参照
1. ↑  Libbey, Theodore (2006). The NPR Listener's Encyclopedia of Classical Music. Workman Publishing. p. 37
2. ↑  Sadie, Stanley; Macy, Laura, eds (2006). The Grove Book of Operas. Oxford University Press. pp. 126–27
3. ↑  Hadlock, Heather (2000). Mad Loves: Women and Music in Offenbach's Les Contes D'Hoffmann. Princeton University Press
4. ↑  Landy, Marcia (2000). Italian Film. Cambridge University Press. p. 119
5. ↑  Adorno, Theodor; Eisler, Hanns (1947). Composing for the Films
6. ↑   All Music Guide to Country: The Definitive Guide to Country Music. Backbeat Books. (2003). p. 604
7. ↑  Woolfe, Zachary (2012年8月16日). “How Hollywood Films are Killing Opera”. The New York Times
8. ↑  http://news.twentyfourbit.com/2012/03/midnight-in-paris-soundtrack-tracklist/